# Программа КПСС (1961)
Программа КПСС 1961 года (также Третья Программа КПСС) — главный документ КПСС, принятый на XXII съезде КПСС 31 октября 1961 года.
Основной целью программы было создание плана строительства коммунизма на 1961—1980 годы. Стержнем нового подхода к строительству коммунизма служила попытка заменить жёсткую сталинскую централизацию власти (административное «давление сверху») социалистическим самоуправлением по принципам коммунистической морали.
Моральный кодекс строителя коммунизма являлся составляющей частью Третьей Программы Партии, также программа предполагала как возобновление дружин и товарищеских судов, как и всеобщее внедрение моральных принципов коллективизма, инициативы, товарищеской взаимопомощи и личной ответственности за коллективное благо. Многие из этих преобразований впоследствии в основу представлений о советских шестидесятых.

## Предыстория
Впервые вопрос о создании новой версии партийной программы был ещё на XVI съезде ВКП(б) в 1930 году, а на XVIII съезде в 1939 году даже была избрана программная Комиссия, которую возглавил Иосиф Сталин. Тем не менее, несмотря на созданные в 1930-х годах два варианта проекта Программы, принята она тогда не была. Эти документы были признаны Сталиным настолько неготовыми, что он даже не сообщил их содержание членам Политбюро.
После Второй мировой войны о необходимости написания Программы заговорили снова. В 1947 г. была создана новая программная комиссия под руководством Сталина, состоящая из четырёх подкомиссий, которые представили по одному проекту документа. В их состав вошли значимые партийные кадры и академики-большевики: в первую — Георгий Александров, Пётр Федосеев и Константин Островитянов; во вторую — Марк Митин и Павел Юдин, в третью — Павел Поспелов, Дмитрий Шепилов и Михаил Иовчук; в четвёртую — Отто Куусинен и Лев Леонтьев.
29 июля Ждановым все материалы всех рабочих групп были направлены на рассмотрение Сталину, Берии, Маленкову и Вознесенскому. Позже была сформирована единая рабочая группа, в которую вошло по одному человеку из предыдущих подгрупп. Несмотря на активную работу над документами (часть материалов которых позже легла в основу проекта Программы КПСС 1961 года), спустя пару месяцев интерес к подготовке Программы к середине года заметно ослаб.
К переработке партийной Программы вернулись в 1952 г. на ХIХ съезде партии. В очередной раз была избрана комиссия во главе со Сталиным и снова предлагалось разработать вынести проект документа на следующий съезд. Комиссию по подготовке программы вошли И. В. Сталин (председатель), Л. П. Берия, Л. М. Каганович, О. В. Куусинен, Г. М. Маленков, В. М. Молотов, П. Н. Поспелов, А. М. Румянцев, М. З. Сабуров, Д. И. Чесноков, П. Ф. Юдин. Проект предлагалось представить на рассмотрение следующего съезда партии. XIX съезд КПСС пришёл к выводу, что с момента принятия II Программы партии произошли коренные перемены. Исходя из этого, съезд постановил считать необходимым произвести переработку Программы партии.
На XX съезде КПСС ЦК было поручено «подготовить проект Программы КПСС, исходя из основных положений марксистско-ленинской теории, творчески развивающейся на основе исторического опыта нашей партии, опыта братских партий социалистических стран, опыта и достижений всего международного коммунистического и рабочего движения, а также с учётом подготовляемого перспективного плана коммунистического строительства, развития экономики и культуры Советского Союза».

## История подготовки Программы
Для разработки проекта Программы была создана рабочая группа, которая разместилась в санатории Управления делами ЦК КПСС «Сосны», находящемся в ближайшем Подмосковье, во главе с секретарём ЦК КПСС Б. Н. Пономарёвым. Первоначальные работы над созданием проекта новой Программы начались в середине 1958 года, в итоге в течение трёх лет над ней трудились около 100 крупнейших учёных и специалистов.
В июне 1958 года от имени О. В. Куусинена, одного из секретарей и члена Президиума ЦК КПСС, были разосланы тематические задания научным институтам, государственным ведомствам и общественным организациям. Особые задания получили академики Е. С. Варга и С. Г. Струмилин, подготовившие записку «На путях построения коммунизма», где приводились перспективы развития на 10-15 лет.
3 июля 1958 года начинается четырёхлетняя подготовка проекта Программы КПСС, а между ноябрём 1958 г. и июлем 1959 г. группа по подготовке Программы была реорганизована. 25 июля 1959 года Президиум ЦК расставляет акценты: теорией займутся академики, практические подсчёты — сколько, когда и где произведёт промышленность и сельское хозяйство, должны представить Госплан и Госэкономкомиссия.
К весне 1961 года работа над проектом завершилась, и его текст был предоставлен Первому секретарю ЦК КПСС Н. С. Хрущёву. 20, 21, 22 и 25 апреля он формулирует свои замечания. После соответствующей доработки проект Программы был рассмотрен 24 мая на Президиуме ЦК КПСС и 19 июня на Пленуме ЦК. Окончательные правки в версию документа для публикации были внесены в июле 1961 года. 26 июля 1961 года на заседании Президиума ЦК КПСС текст проекта Программы, предоставленный Программной комиссией, был одобрен.

## Всенародное обсуждение
30 июля 1961 года текст проекта Программы был опубликован в газетах «Правда» и «Известия» с тем, чтобы население могло ознакомиться с ним и высказать свои предложения и замечания. Партийные ячейки посылали в центр отчёты об обсуждении проекта Программы партии. Газеты и журналы должны были собирать письма населения, поступающие в редакцию и касающиеся проекта Программы, и направлять их для обработки и анализа в специально созданные рабочие группы, которые обобщали предложения по различным тематикам, например, по национальному вопросу.
Историк Александр Фокин указывает, что к 15 сентября 1961 года в 6 журналов и 20 газет поступило в общей сложности 29070 корреспонденций, из которых 5039 было опубликовано. Советский историк Николай Ряскин приводил данные о том, что одна лишь газета «Правда» получила за сентябрь 1961 г. 28320 писем, а в партийные органы Украины и средства массовой информации республики поступило порядка 33430 писем. С 1 августа по 15 сентября 1961 года в ЦК, обкомы, крайкомы партии, редакции центральных и местных газет, на радио и телевидение поступило 170081 письмо, из которых 40733 опубликовано, по приводимым А. В. Пыжиковым данным. В общей же сложности на партийных конференциях и собраниях трудящихся, посвящённых обсуждению этого документа, присутствовало почти 44 млн человек, а непосредственное участие в обсуждении принимали 3,5 миллиона человек, согласно данным Александра Титова.

## Структура
Сама Программа была состояла из двух масштабных частей. Констатирующая часть «Переход от капитализма к коммунизму — путь развития человечества» включала в себя историческую часть (главы 1-4):
- Историческая неизбежность перехода от капитализма к социализму;
- Всемирно-историческое значение Октябрьской революции и победы социализма в СССР;
- Мировая система социализма;
- Кризис мирового капитализма.

и международную (главы 5-8):
- Международное революционное движение рабочего класса;
- Национально-освободительное движение;
- Борьба против буржуазной и реформистской идеологии;
- Мирное сосуществование и борьба за всеобщий мир[5].

Постулирующая часть «Задачи Коммунистической партии Советского Союза по строительству коммунистического общества» описывала задачи КПСС по строительству коммунистического общества в 1961-1980 годы. Во второй части, согласно Хрущёву, должна раскрываться «реальная картина коммунистического общества» и наполняться «общие принципы конкретным содержанием». Структура её была следующей:
Введение: Коммунизм — светлое будущее всего человечества.
1. Задачи партии в области экономического строительства, создания и развития материально-технической базы коммунизма.
1.1. Развитие промышленности, строительства, транспорта, их роль в создании производительных сил коммунизма;
1.2. Развитие сельского хозяйства и общественных отношений в деревне;
1.3. Руководство народным хозяйством и планирование.
2. Задачи партии в области подъёма материального благосостояния народа.
3. Задачи партии в области государственного строительства и дальнейшего развития социалистической демократии.
3.1.Советы и развитие демократических принципов государственного управления;
3.2. Дальнейшее повышение роли общественных организаций. Государство и коммунизм;
3.3. Укрепление Вооружённых Сил и обороноспособности Советского Союза.
4. Задачи партии в области национальных отношений.
5. Задачи партии в области идеологии, воспитания, образования, науки и культуры.
5.1. В области воспитания коммунистической сознательности;
5.2. В области народного образования;
5.3. В области науки;
5.4. В области культурного строительства, литературы и искусства.
6. Строительство коммунизма в СССР и сотрудничество социалистических стран.
7. Партия в период развёрнутого строительства коммунизма.

## Содержание
Документ ставил три основные задачи при построении коммунизма: создание материально-технической базы, развитие новых общественных отношений, воспитание нового человека. Вкратце они заключались в выходе СССР на первое место в мире по производству продукции на человека, ликвидацию остатков классовых различий, различия между городом и деревней, физическим и умственным трудом, а также обещания «полного осуществления принципов коммунистического самоуправления».

Главная экономическая задача партии и советского народа состоит в том, чтобы в течение двух десятилетий создать материально-техническую базу коммунизма.— Программа КПСС // Материалы XXII съезда КПСС. — М.: Госполитиздат, 1961. — 464 с. С. 369